# ブライソン・デシャンボー
ブライソン・デシャンボー（Bryson DeChambeau、1993年9月16日 - ）は、アメリカ合衆国のプロゴルファー。

## アマチュア時代
カリフォルニア州クロービス出身。2010年にカルフォルニア州のジュニア選手権を制した後、南メソジスト大学に進学。2015年、全米アマチュア選手権、NCAAゴルフ選手権のアマチュアタイトルを獲得した。2016年にアマチュア資格でマスターズ・トーナメントに出場（21位）、翌週にプロ転向した 。

## プロ時代
2017年、ジョンディア・クラシックでツアー初優勝。2018年はプレーオフシリーズでの連勝を含め、シーズンをまたいで年間4勝をマーク。2019-2020年シーズンは新型コロナウイルス感染拡大による中断から再開4試合目の「ロケットモーゲージ・クラシック」で6勝目を挙げる。
2020年、全米オープンでメジャー初優勝。無観客で開催された同大会における最小スコア（-6）で2位のマシュー・ウルフに6打差をつけて勝利し、自身の肉体改造等の理論の正しさを証明した。この優勝でジャック・ニクラス、タイガー・ウッズに続いて「全米アマ」「全米学生」「全米オープン」のタイトルをそろえた。
2022年、新リーグ「LIVゴルフ」に参戦。2024年8月にグリーンブライアーでリーグ初優勝すると続く9月のシカゴを連勝で2勝目を挙げる。
2024年、全米オープンを最終日首位スタートも、追い上げてきたロリー・マキロイに一時単独首位に立たれるが通算6アンダーとし1打差振り切って2度目の優勝。

### プレースタイル
ゴルフクラブを全て同じ長さに揃えるなど理論派で知られ、ゴルフギア界において「科学者」の異名を持つ。プロデビュー時の用具契約でも、ゴルフボールの選定にあたって「各メーカーのボールを塩水につけ検査した結果、重心位置のずれが最も少なかった」としてブリヂストンを選ぶこだわりを見せた。
また、プレーに時間をかけるスタイルで知られるが、2019年8月に出場したツアーにおいて、パットラインを読むのに2分以上（1打40秒以内を推奨）をかけている動画がSNSにて拡散、同じプロゴルファー仲間からも批判されることとなった。デシャンボーは、隣のホールのティーショットが終わるのを待っていただけだと弁解したが、全米プロゴルフ協会では、動画に対する批判を受ける形で選手のプレースピードについて見直しを始めたことを発表している。
2020年初頭からのコロナ禍によるPGAツアー中断期間に徹底した肉体改造を行い、ツアー再開時には別人のようなマッチョな姿で登場し周囲を驚かせ、ツアー屈指の飛ばし屋に変貌。鍛え上げられた肉体から放たれるドライバーショットは前年の平均飛距離を30Y近く上回り、ホールによっては400Y近いドライビングディスタンスを記録することもあり、ドライビングディスタンス322.1ydで初の1位に輝いて話題をさらった。「ゴルフは遠くに飛ばせば飛ばすほど有利である」との理論の持ち主で、例えティショットがラフに入ってもピンまでの距離が短ければ十分対応できる、としている。実際、上記2020年の全米オープン最終日においてはアンダーパーでラウンドしたただひとりの選手であり、USGAが設定した「優勝スコア＋８前後」を大きく超えるトータル−6で4日間のラウンドを終え、これからのゴルフスタイルに大きな影響を与えるのではないかと言われている。
2022年から始まったLIVゴルフ・インビテーショナルシーズンへの参加は否定的な見解を述べていたが、LIVツアー開幕戦の最中であった6月10日、LIVゴルフとの間で参戦契約を交わした。この結果、PGAツアーには参加できなくなる見込み。またLIVゴルフへの移籍に伴い、ブリヂストンを始めとするいくつかのスポンサーを失っている。